# Montanothalma natalensis
Montanothalma natalensis är en tvåvingeart som beskrevs av Barraclough 1996. Montanothalma natalensis ingår i släktet Montanothalma och familjen parasitflugor. Inga underarter finns listade i Catalogue of Life.